# 48779 Mariko
A 48779 Mariko (ideiglenes jelöléssel 1997 RH) a Naprendszer kisbolygóövében található aszteroida. Hiroshi Abe fedezte fel 1997. szeptember 1-jén.
A bolygót Mariko Hamada (1964–) japán zenészről nevezték el.

## Kapcsolódó szócikk
- Kisbolygók listája (48501–49000)